# Pedro Antonio de Alarcón

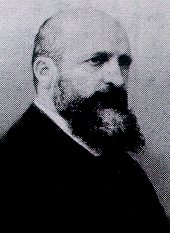
Pedro Antonio de Alarcón

Pedro Antonio de Alarcón y Ariza (Guadix, Granada, 10 de març del 1833 – † Valdemoro, 19 de juliol del 1891) fou un escriptor espanyol que pertananyé al moviment realista i esdevingué un dels autors més destacats d'aquest moviment, el qual trenca i posa fi amb els tòpics del romanticisme.

## Biografia
Pedro Antonio d'Alarcón tingué una intensa vida ideològica; com els seus personatges, evolucionà de les idees liberals i revolucionàries a posicions més tradicionalistes. Encara que la seva família provenia de classe alta era més aviat humil, tot i que no tant com per a no poder permetre's enviar-lo a estudiar Dret en la Universitat de Granada, carrera que abandonà prompte per a iniciar-se en l'eclesiàstica. Allò tampoc el satisféu i abandonà en 1853 per a marxar a Cadis, on fundà El Eco de Occidente, juntament ambTorcuato Tárrago i Mateos, tot iniciant la seva carrera periodística en la direcció d'aquest periòdic.
Alarcón escrivia des de la seva adolescència, citant-se Isidro Cepero com l'instigador principal de la seva inquietud literària. La seva primera obra narrativa, El final de Norma, fou composta als 18 anys d'edat i publicada el 1855. Les seves inquietuds el portaren a integrar-se en el grup que s'anomenà La Cuerda Granadina.
Es traslladà el 1854 a Madrid, molest amb l'entorn reaccionari de Granada. Allí crea un periòdic satíric, El Látigo, que també dirigeix, de cert èxit, amb ideologia antimonàrquica, republicana i revolucionària. Era un clar hereu de la seva experiència en El Eco de Occidente.
El 1857, escriu El fill pròdig, drama de gran èxit. També el 1857 comença a publicar relats i articles de viatges en la publicació madrilenya El Museo Universal. Més tard intervé com a soldat i periodista en la Guerra d'Àfrica, recollint tot el que esdevenia en la campanya i en la seva vida allí que després enviava al seu editor en una sèrie d'articles, que es recolliren sota el títol de Diari d'un testimoni de la guerra d'Àfrica, el 1859; aquest llibre és especialment apreciat per la seva gran i prolixa descripció de la vida militar.
Més endavant treballà la literatura de viatges, explicant en diversos articles els seus viatges per Itàlia (recollits en De Madrid a Nàpols, 1861) i la seva comarca natal (La Alpujarra, 1873), en els quals el realisme de les descripcions contrasta amb la il·lusió d'una prosa que narra allò proper i desconegut. Aquests articles depassen l'interès merament periodístic, tot constituint un exemple per a tota la literatura de viatges posterior.
En 1865 es casaà amb Paulina Contreras Rodríguez en Granada, del matrimoni del qual nasqueren cinc fills, dos xiquets i tres xiquetes. Els homes moriren a Madrid en els anys de la guerra civil, igual que dues de les filles, casant-se l'única que sobrevisqué, Carmen de Alarcón Contreras, amb Miguel Valentín Gamazo, matrimoni del qual va tenir tres fills: María del Carmen, María del Pilar i Miguel Valentín de Alarcón, que va morir a Madrid el 4 de maig de 2000, sent l'últim descendent directe de Pedro Antonio de Alarcón, ja que va morir solter i sense que se sàpiga que tingués descendència.
Com a integrant de la Unió Liberal ostentà diversos càrrecs, sent el més important el de conseller d'Estat amb Alfons XII d'Espanya, en 1875, sent també diputat, senador i ambaixador a Noruega i Suècia. A més fou acadèmic de la Reial Acadèmia Espanyola des de 1877. Cap a 1887, convençut que en el camí del realisme ho havia donat tot, es condemnà al silenci.

## Trajectòria literària
La seua primera obra narrativa fou El final de Norma, publicada el 1855. Començà a escriure relats breus de molt acusats trets romàntics cap a 1852; alguns d'ells, entroncats amb el costumisme andalús, revelaven l'influx de Fernán Caballero, però d'altres demostren l'empremta d'una atenta lectura d'Edgar Allan Poe, de qui introduí el relat policial amb la seva novel·la El clavo, encara que també compongué relats gòtics o de terror a semblança del seu model. Des de 1860 fins a 1874 agregà als relats la redacció de llibres de viatges. Aquests últims són Diario de un testigo de la guerra de África (1859), De Madrid a Nápoles (1861) i La Alpujarra (1873), que suposen ja un acostament al realisme. En 1874 publicà El sombrero de tres picos, informal visió del tema tradicional del moliner d'Arcos i la seva bella esposa perseguida pel corregidor. Va recollir els seus articles costumistes en Cosas que fueron (1871) i els seus poemes juvenils en Poesías. També intentà el teatre amb el seu drama El hijo pródigo, estrenat el 1875.
En el Diario de un testigo de la guerra de África revela el seu talent descriptiu, present també en les anotacions del viatge per França, Suïssa i Itàlia i en La Alpujarra, on aconsegueix inserir la viva realitat en la història gairebé llegendària de les seves revoltes morisques. Entre 1874 i 1882 van aparèixer les seves obres més conegudes i famoses: els contes i les novel·les curtes i extenses. Els relats breus abasten les Narraciones inverosímiles, sota el ja esmentat influx de Poe als Cuentos amatorios, que se situen entre la sensibleria i el misteri policíac, destacant El clavo i La comendadora. Una altra recopilació són les seves Historietas nacionales, de profund arrelament popular i que entronquen amb obres similars de Fernán Caballero i Honoré de Balzac i van des del tema heroic de la resistència als invasors francesos fins al popularisme èpic dels bandolers.
El 1875 apareix El escándalo, que uneix el tema religiós a la crítica social. Ofereix una galeria romàntica de personatges, des del somiador i enigmàtic Lázaro fins al voluble Diego. El protagonista de la novel·la, víctima de les seues malifetes de jove, aprén a assumir el seu passat millor que a pretendre ocultar-ho amb mentides burgeses. Prosseguint aquesta vena moralista, l'autor seguí la trajectòria iniciada amb dues obres més, El Niño de la Bola (1878) i La pródiga (1880), un al·legat contra la corrupció dels costums. Poc després publicà El capitán Veneno (1881)
Pedro Antonio de Alarcón és abans de res un habilíssim narrador: sap com ningú interessar amb una història; en els seus llibres l'acció mai no decau i, encara que el marc espaciotemporal de les seves novel·les sol ser d'estil realista, els seus personatges són en el fons romàntics; en el curs de la seua producció novel·lística va convertint-se en un moralista.

## Obres
- Cuentos amatorios.
- El final de Norma: novela (1855).
- Descubrimiento y paso del cabo de Buena Esperanza (1857).
- Diario de un testigo de la Guerra de África (1859).
- De Madrid a Nápoles (1861).
- Dos ángeles caídos y otros escritos olvidados.
- El amigo de la muerte: cuento fantástico (1852).
- El año en Spitzberg.
- El capitán Veneno: novela.
- El clavo.
- La Alpujarra: sesenta leguas a caballo precedidas de seis en diligencia (1873)
- El sombrero de tres picos: novela corta (1874).
- El escándalo (1875) traduïda l'alemany per Everart Vogel el 1904
- Amores y amoríos: historietas en prosa y verso  (1875).
- El extranjero.
- El niño de la Bola (1880).
- Historietas nacionales.
- Juicios literarios y artísticos.
- La Comendadora.
- La mujer alta: cuento de miedo.
- La pródiga
- Lo que se oye desde una silla del Prado.
- Los ojos negros.
- Los seis velos.
- Moros y cristianos.
- Narraciones inverosímiles.
- Obras literarias de Pedro Antonio de Alarcón. Volumen 1
- Obras literarias de Pedro Antonio de Alarcón. Volumen 2
- Obras literarias de Pedro Antonio de Alarcón. Volumen 3
- Poesías serias y humorísticas
- Soy, tengo y quiero.
- Viajes por España (1883).
- Últimos escritos.

## Adaptacions musicals
- Manuel Venegas (1889, Leipzig), òpera del compositor austríac Richard Heuberger a partir d'El niño de la bola; fou revisada pel mateix autor i estrenada amb un nou llibret d'Alfred Formey com a Mirjam, oder Das Maifest (1894, Weimar)
- El sombrero de tres picos, o El Corregidor (1892, París), òpera de Manuel Giró i Ribé amb llibret de Félix Gons
- Noc Šimona a Judy (La nit de Sant Simó i Sant Judes) (1892, Praga), òpera de Karel Kovařovic amb llibret de Karel Šípek, basada en El sombrero de tres picos
- Der Corregidor (1896, Manheim), òpera de l'alemany Hugo Wolf amb llibret de Rosa Mayreder-Obermayer, basada en El sombrero de tres picos
- Manuel Venegas (1897), òpera inacabada amb música de Hugo Wolf i llibret de Moritz Hoernes a partir d'El niño de la bola
- Curro Vargas (1898, Madrid), drama líric en tres actes amb música de Ruperto Chapí i llibret de Joaquín Dicenta i Manuel Paso y Cano, basat en El niño de la bola
- El corregidor y la molinera (1917, Madrid), pantomima musical amb música de Manuel de Falla i llibret de Gregorio Martínez Sierra (segurament, obra de María Lejárraga) basada en El sombrero de tres picos
- El sombrero de tres picos (1919, Londres), ballet de Manuel de Falla, basat en la pantomima prèvia
- La farsa amorosa (1933, Roma), òpera de l'italià Riccardo Zandonai amb llibret d'Arturo Rossato, basada en El sombrero de tres picos
- Revenge with music (1935, Nova York), comèdia musical amb música d'Arthur Schwartz (orquestrada per Robert Russell Bennett) i llibret de Howard Dietz, basada en El sombrero de tres picos